# Dichromodes orthotis
Dichromodes orthotis là một loài bướm đêm trong họ Geometridae.